# Обутковский сельсовет
Обутковский сельсовет — упразднённые административно-территориальная единица и муниципальное образование со статусом сельского поселения в составе Макушинского района Курганской области России в связи с преобразованием района в Макушинский муниципальный округ.  
Административный центр — село Обутковское.

## История
В соответствии с Законом Курганской области от 6 июля 2004 года № 419 сельсовет наделён статусом сельского поселения.

## Население
| 1989 | 2002  | 2010 | 2012 | 2013 | 2014 | 2015 |
| ---- | ----- | ---- | ---- | ---- | ---- | ---- |
| 1246 | ↘1167 | ↘769 | ↗774 | ↘756 | ↘723 | ↘691 |
| 2016 | 2017  | 2018 | 2019 | 2020 |      |      |
| ↘671 | ↘662  | ↘657 | ↘639 | ↗641 |      |      |

## Состав сельского поселения
| № | Населённый пункт | Тип населённого пункта       | Население |
| - | ---------------- | ---------------------------- | --------- |
| 1 | Копырино         | деревня                      | ↘111      |
| 2 | Краснотал        | деревня                      | ↘29       |
| 3 | Обутковское      | село, административный центр | ↘526      |
| 4 | Ударник          | деревня                      | ↘103      |